# Hans Schamel
Hans Karl Schamel (* 26. August 1939 in Weidenberg, Landkreis Bayreuth) ist ein deutscher Physiker und war Professor für theoretische Physik an der Universität Bayreuth.

## Leben
Hans Schamel ging in Weidenberg und Bayreuth zur Schule und machte am Graf-Münster-Gymnasium (ehem. Oberrealschule) sein Abitur. Er studierte Physik und Mathematik an der Ludwig-Maximilians-Universität München und schloss das Studium 1966 mit einer von Fritz Bopp betreuten Diplomarbeit ab. Er wurde 1970 mit einer theoretischen Untersuchung von selbstkonsistenten, schockartigen Strukturen in stoßfreien Plasmen in Physik promoviert. Betreuer der Dissertation war Dieter Pfirsch. Von 1969 bis 1974 war er am Max-Planck-Institut für Physik und Astrophysik in München angestellt, danach arbeitete er von 1974 bis 1975 als wissenschaftlicher Mitarbeiter an der University of California, Los Angeles.
1975 wechselte er als wissenschaftlicher Assistent an die Ruhr-Universität in Bochum, wo er sich habilitierte und 1984 zum außerordentlichen Professor ernannt wurde. Nach einem halben Jahr Beschäftigung beim Joint European Torus in England folgte er 1986 dem Ruf auf eine Professur für Theoretische Physik an der Universität Bayreuth. Dort forschte und lehrte er, bis er im Jahr 2004 in den Ruhestand trat.
Hans Schamel ist seit dem 29. April 1967 mit Helga Schamel verheiratet. Das Paar hat drei Kinder.

## Forschung
Hans Schamels theoretische Forschungsarbeit befasst sich mit der Physik von Plasmen, Teilchenbeschleunigern und der Fluiddynamik mit Schwerpunkt auf Strukturbildung, Transport und Turbulenzen.
In seinem Hauptbeitrag zur Physik stossfreier Plasmen (Fusionsplasmen, Weltraumplasmen) verweist er auf den streng nichtlinearen Charakter elektrostatischer Strukturen und findet mit der Schamel-Methode 1972 die dafür adäquate Darstellung.
In dieser Theorie werden elektrostatische Gleichgewichts-Lösungen:
{\displaystyle \phi (x-v_{0}t)}
des Vlasov-Poisson Systems von Gleichungen gefunden, die das Spektrum beobachteter Strukturen abdecken. Zur exakten, nichtlinearen Lösung der zeitunabhängigen Vlasov-Gleichung(en) werden dabei zwei Konzepte verwirklicht, das der Konstanten der Bewegung und das des Teicheneinfang-Szenarios. Durch sie erhält die Theorie einen immensen Schatz an Parametern zur Verfügung, der ausreicht, jeder gemessenen Struktur als Erklärung einen geeigneten Parametersatz zur Seite zu stellen.
Aus ihr leitete er ferner 1973 die Schamel-Gleichung her:
{\displaystyle \partial _{t}\phi +(1+b{\sqrt {\phi }})\partial _{x}\phi +\partial _{x}^{3}\phi =0},
die eine besondere Form der Ausbreitung solitärer Wellen in dispersiven, nichtlinearen Medien beschreibt. Elektrostatische Strukturen dieser Art (z. B. Elektronen- bzw. Ionenlochstrukturen) finden sich in extraterrestrischen Plasmen, z. B. in der Bugstoßwelle der Erde, wo sie an der Beschleunigung insbesondere von Elektronen aus dem Sonnenwind beteiligt sind. Diese energiereichen Teilchen rufen dann ihrerseits durch Stöße in den hohen Schichten der Erdatmosphäre Polarlichter hervor. Eine Zusammenfassung dieser Ergebnisse, die v. a. den strikt nichtlinearen Charakter der zu verwendenden Wellentheorie betont, hat Schamel 2021 veröffentlicht.
Außerdem konnte er zusammen mit Ch. Sack 1985 für die Erzeugung schneller Ionen bei der Expansion eines, z. B. Laser-erzeugten Plasmas einen Wellenbrechungsprozess verantwortlich machen. Dieser wird durch die Sack-Schamel-Gleichung:
{\displaystyle {\ddot {V}}+\partial _{\eta }\left[{\frac {1}{1-{\ddot {V}}}}\partial _{\eta }\left({\frac {1-{\ddot {V}}}{V}}\right)\right]=0,\qquad }
exakt beschrieben.
In der Wechselwirkung eines hochfrequenten Wellenpaketes mit einem Plasma entdeckte er einen neuen ponderomotorischen Effekt, der bei einer schwachen Zeitabhängigkeit des gepulsten Wellenfeldes einen ponderomotorischen Gedächtnis-Effekt auslöst, der mit einer Schwächung der ponderomotorischen Kraft und mit auslaufenden Kielwellen (wake-fields) verknüpft ist.
Weitere Themen seiner Untersuchungen sind
- Laser-Plasma-Wechselwirkung[6]
- Plasmaexpansion ins Vakuum[7][8]
- Transport senkrecht zum Magnetfeld[9]
- Ponderomotorische Effekte[10]
- Solitäre Wellen auf kontinuierlichen Teilchenstrahlen (coasting beams) in Synchrotronen[11]
- Phasenraumlöcher und intermittierende Plasmaturbulenzen[12][13][14][15][16][17][18][19][20]
- Diodendynamik[21][22][23]
- Magnetosonischer Wellenkollaps[24]

## Belege
1. ↑  Neue Professoren kurz vorgestellt: Professor Dr. Hans Schamel. In: Universität Bayreuth Spektrum. Nr. 1, Februar 1987, S. 9–10 (uni-bayreuth.de [PDF]).
2. ↑  Die Dissertation trug den Titel Die Positivität stoßwellenartiger Lösungen der elektrostatischen Vlasovgleichung (LMU München 1970).
3. 1 2  Curriculum Vitae. In: hans-schamel.de. April 2023, abgerufen am 26. März 2024.
4. ↑  Hans Schamel: Pattern formation in Vlasov-Poisson plasmas beyond Landau caused by the continuous spectra of electron and ion hole equilibria. In: Rev.Mod.Plasma Physics (2023)7:11. doi:10.1007/s41614022001109w.
5. ↑  H. Schamel: Irreversible Ponderomotive Effects in a Plasma. In: Phys. Rev. Lett. Band 42, 1979, S. 1339, doi:10.1103/PhysRevLett.42.1339.
6. ↑   Ch. Sack and H. Schamel: SUNION - An Algorithm for One-dimensional Laser-Plasma Interaction, J. Comp. Phys. 53(1984)395-428.
7. ↑   Ch. Sack and H. Schamel: Plasma expansion into vacuum - a hydrodynamic approach, Phys. Reports 156(1987)311-395.
8. ↑   Hans Schamel: Lagrangian fluid description with simple applications in compressible plasma and gas dynamics, Phys. Reports 392(2004)279-319.
9. ↑   G. Hübner and H. Schamel: Enhanced cross-field transport in cylindrical, anisotropic magneto-plasmas in the very long mean-field-path regime, Transport Theory and Stat, Phys. 23(1994)971-1000.
10. ↑   U. Wolf and H. Schamel: Wake-field generation by the ponderomotive memory effect, Phys. Rev.E 56(1997)4656-4664.
11. ↑   Hans Schamel: Theory of Solitary Holes in Coasting Beams, Phys. Rev. Lett. 79(1997)2811-2814.
12. ↑   Hans Schamel: Stationary Solitary, Snoidal and Sinusoidal Ion Acoustic Waves, Plasma Phys. 14(1972)905-924.
13. ↑   Hans Schamel: Theory of Electron Holes, Physica Scripta. 20(1979)336-342.
14. ↑   H. Schamel and S. Bujarbarua: Theory of finite-amplitude electron and ion holes, J. Plasma Phys. 25(1981)515-529.
15. ↑   H. Schamel and S. Bujarbarua: Analytical double layers, Phys. Fluids 26(1983)190- 193.
16. ↑   Hans Schamel: Kinetic Theory of Phase Space Vortices and Double layers, Physica Scripta. Vol. T2/1(1982)228-237.
17. ↑   Hans Schamel: Electron holes, ion holes and double layers, Phys. Reports 140(1986)161-191.
18. ↑   J. Korn and H. Schamel: Electron holes and their role in the dynamics of current-carrying weakly collisional plasmas, Part 1. Immobile ions, Part 2. Mobile ions, J. Plasma Phys. 56(1996)307-337, 339-359.
19. ↑   Hans Schamel: Hole equilibria in Vlasov-Poisson systems: A challenge to wave theories of ideal plasmas, Phys. Plasmas 7(2000)4831-4844.
20. ↑   A. Luque and H. Schamel: Electrostatic trapping as a key to the dynamics of plasmas, fluids and other collective systems, Phys. Reports 415(2005)261-359.
21. ↑   A. Ya. Ender, H. Kolinsky, V. I. Kuznetsov, and H. Schamel: Collective diode dynamics: an analytical approach, Phys. Reports 328(2000)1-72.
22. ↑   P. V. Akimov and H. Schamel: Space-charge-limited current in electron diodes under the influence of collisions, J. Appl. Phys 92(2002)1690-1698.
23. ↑   P. V. Akimov, H. Schamel, A. Ya. Ender, and V. I. Kuznetsov: Switching as a dynamical process in electron diodes, J. Appl. Phys 93(2003)1246-1256.
24. ↑   N. Chakrabarti, C. Maity, and H. Schamel: Non-stationary Magnetosonic Wave Dynamics in Plasmas Exhibiting Collapse, Phys. Rev. E 88(2013)023102.

| Personendaten    | Personendaten                           |
| ---------------- | --------------------------------------- |
| NAME             | Schamel, Hans                           |
| ALTERNATIVNAMEN  | Schamel, Hans Karl (vollständiger Name) |
| KURZBESCHREIBUNG | deutscher Physiker                      |
| GEBURTSDATUM     | 26. August 1939                         |
| GEBURTSORT       | Weidenberg                              |